# Megachile wyomingensis
Megachile wyomingensis là một loài Hymenoptera trong họ Megachilidae. Loài này được Mitchell mô tả khoa học năm 1934.